# Amy Bailey
Amy Bailey (Walderston, Parroquia de Mánchester, 27 de noviembre de 1895-Kingston, 3 de octubre de 1990) fue una educadora y escritora feminista jamaicana conocida por abrir puestos de servicio civil a graduados de escuelas técnicas y ganar a las mujeres el derecho a servir en consejos legislativos.
Sus padres eran profesores y Amy Bailey (su padre fundó la Jamaica Union of Teachers), estudió en el Shortwood Teacher’s College y más tarde sería profesora.
Recibió varios premios como la Orden de Jamaica.